# 330
Правління Костянтина Великого у Римській імперії. У Китаї правління династії Цзінь. В Індії починається період імперії Гуптів.  В Японії триває період Ямато. У Персії править династія Сассанідів.
На території лісостепової України Черняхівська культура. У Північному Причорномор'ї готи й сармати.

## Події
- 11 травня — Римський імператор Костянтин Великий освятив закладену на місці давньогрецькох колонії Візантія нову столицю імперії, названу Константинополь, протиставивши місто Риму.

## Померли
- Свята Олена, мати імператора Костянтина.